# Plazuela del Vallejo
La plazuela del Vallejo fue un espacio público de la ciudad española de Segovia, ya desaparecido.

## Descripción
La plazuela, ya desaparecida, se encontraba enclavada en el espacio formado entre la calle de Escuderos —conocida por entonces en este tramo como «de Covarrubias»— y la del Vallejo, con la que compartía nombre por estar en la misma hondonada. Aparece descrita en Las calles de Segovia (1918) de Mariano Sáez y Romero con las siguientes palabras:

Vallejo (Plazuela del).—Está enclavada entre las calles de Covarrubias y del Vallejo. Tiene dos o tres casas de buen aspecto y hacemos la misma referencia a su nombre que la expresada en la vía anterior.
(Sáez y Romero, 1918, p. 189)